# Негрі (комуна)
Негрі (рум. Negri) — комуна у повіті Бакеу в Румунії. До складу комуни входять такі села (дані про населення за 2002 рік):
- Брад (113 осіб)
- Келінешть (176 осіб)
- Мигла (217 осіб)
- Негрі (850 осіб)
- Пояна (1593 особи)
- Урсоая (117 осіб)

Комуна розташована на відстані 261 км на північ від Бухареста, 15 км на північ від Бакеу, 68 км на південний захід від Ясс.

## Населення
За даними перепису населення 2002 року у комуні проживали 3066 осіб, усі — румуни. Усі жителі комуни рідною мовою назвали румунську.
Склад населення комуни за віросповіданням:
| Релігія        | Кількість осіб | Відсоток |
| -------------- | -------------- | -------- |
| православні    | 1772           | 57,8%    |
| римо-католики  | 1286           | 41,9%    |
| бретрени       | 5              | 0,2%     |
| адвентисти     | 2              | 0,1%     |
| греко-католики | 1              | < 0,1%   |